# Finntroll
Finntroll（直译为“芬兰巨魔”）是来自芬兰赫尔辛基的民谣金属乐团。乐队结合了黑金属音乐和民谣金属的元素。Finntroll的歌词通常使用瑞典语，唯一的例外是专辑《Visor Om Slutet》中的曲目《Madon Laulu》。Finntroll的第一位歌手Katla是属于瑞典族，所以乐团撇开芬兰语而决定使用瑞典语，他认为瑞典语似乎听起来更适合乐队的“巨魔风格”。尽管之后换了几个歌手，这种传统也一直在延续。
据乐队成员Vreth和Skrymer称，乐队的名字取自古芬兰传说，瑞典祭祀们去芬兰时遇到一个野人，野人杀掉了他们中的大部分人，逃回的幸存者们带来了芬兰巨魔的传说。Finntroll的歌词主要围绕着传说的虚构巨魔王“Rivfader”，以及巨魔和进入他们土地，传播其信仰的基督徒战斗。一个反复出现的主题是两个名为“Aamund”和“Kettil”祭祀的故事。
至今乐队已经發行了6张专辑和两张EP。最新专辑《Blodsvept》发行于2013年3月22日。